# 劉餗
劉餗（？—？），字鼎卿，唐朝徐州彭城縣人。劉藏器之孫，劉知幾次子。

## 生平
進士及第，天寶初年，歷官河南功曹參軍、集賢院學士，兼修國史，官終右補闕。著有《隋唐嘉話》一卷、《史例》三卷、《传记》三卷、《樂府古題解》一卷、《国朝旧事》、《六说》、《兼讲书》五卷、《授经图》五卷、《续说苑》等，除《传记》（《隋唐嘉話》）外，皆不傳世。